# Liste des maires de Six-Fours-les-Plages
Cet article présente la liste par ordre de mandat des maires de la commune française de Six-Fours-les-Plages, située dans le département du Var en région Provence-Alpes-Côte d'Azur.

## Liste des maires

### Entre 1791 et 1944
| Période       | Période                   | Identité                       | Étiquette | Qualité                                      |
| ------------- | ------------------------- | ------------------------------ | --------- | -------------------------------------------- |
| 1791          | 1792                      | Jean-Baptiste Garnier          |           | Propriétaire                                 |
| 1792          | 1794                      | Joseph Beaussier               |           | Propriétaire                                 |
| 1794          | 1795                      | François Baron                 |           | Propriétaire                                 |
| 1795          | 1795                      | Antoine Garnier                |           | Propriétaire                                 |
| 1795          | 1799                      | Jean-Baptiste Garnier          |           | Propriétaire                                 |
| 1799          | 1800                      | Claude Martelly                |           | Ancien officier de cavalerie                 |
| 1800          | 1808                      | Jean-Claude Martinencq         |           | Maréchal-ferrant                             |
| 1808          | 1830                      | Laurent-Étienne Baron          |           | Capitaine-marin                              |
| 1830          | 1835                      | Joseph Bigeon                  |           | Officier de santé                            |
| 1835          | 1837                      | Joseph-Laurent Lombard         |           | Chirurgien                                   |
| 1837          | 1840                      | Étienne-Antoine Meiffredi      |           | 2ème maître de timonerie                     |
| 1840          | 1843                      | Jean-Antoine Cabran            |           | Officier de santé                            |
| 1843          | 1844                      | Pierre Gras                    |           | Propriétaire, officier de santé de la marine |
| 1844          | 1848                      | Étienne-Antoine Meiffredi      |           | Maître de timonerie                          |
| 1848          | 1851                      | Joseph Establier               |           | Propriétaire                                 |
| 1851          | 1858                      | Jean-Étienne Jouglas           |           | Maître canonnier retraité                    |
| 1858          | 1860                      | François-André Étienne         |           | Propriétaire                                 |
| 1860          | 1870                      | Théodore-Jacques Olivier       |           | Propriétaire                                 |
| 1870          | 1871                      | Laurent-Jacques-Robert Étienne |           | Boulanger                                    |
| 1871          | 1874                      | Toussaint Blanc                |           | Boulanger                                    |
| 1874          | 1876                      | Laurent-Jacques-Robert Étienne |           | Boulanger                                    |
| 1876          | 1881                      | Jean-Laurent Valentin          |           | Menuisier                                    |
| 1881          | 1892                      | Joseph-Siffroi Raynaud         |           | Propriétaire                                 |
| 1892          | 1894                      | Théodore-Esprit Simon          |           | Maître entretenu en retraite                 |
| 1894          | mai 1896                  | Louis-Constantin Gosselin      |           | Maître mécanicien en retraite                |
| mai 1896      | mars 1901                 | Eugène Séverin Saurin          |           |                                              |
| mars 1901     | mai 1904                  | Charles Curet                  |           |                                              |
| mai 1904      | mai 1912                  | Louis Faraut                   |           |                                              |
| mai 1912      | décembre 1919             | Marcelin Bérard                |           |                                              |
| décembre 1919 | mai 1925                  | Émile Fischer                  |           |                                              |
| mai 1925      | décembre 1925 (démission) | Marius Bondil                  | SFIO      |                                              |
| décembre 1925 | mai 1935                  | Antoine Crispin                | SFIO      | Propriétaire et ingénieur-expert             |
| mai 1935      | mai 1941                  | Eugène Montagne                | SFIO      | Fonctionnaire                                |
| mai 1941      | 1944                      | Jules Marquand                 |           |                                              |

### Depuis 1945
Depuis l'après-guerre, cinq maires se sont succédé à la tête de la commune.
| Période      | Période      | Identité                | Étiquette            | Qualité |
| ------------ | ------------ | ----------------------- | -------------------- | --- |
| 1945         | octobre 1947 | Robert Parent           |                      | |
| octobre 1947 | mars 1965    | Eugène Montagne         | SFIO                 | Fonctionnaire Conseiller général de La Seyne-sur-Mer (1949 → 1955) |
| mars 1965    | 1982         | Antoine Baptiste        | DVD puis UDF         | Médecin Conseiller général de Six-Fours-les-Plages (1973 → 1979) |
| 1982         | juin 1995    | Philippe Estève         | UDF-PR               | 1er adjoint au maire Conseiller général de Six-Fours-les-Plages (1985 → 1992) |
| 19 juin 1995 | en cours     | Jean-Sébastien Vialatte | RPR puis UMP puis LR | Biologiste Député de la 7e circonscription du Var (2002 → 2017) Conseiller général de Six-Fours-les-Plages (1998 → 2002) Vice-président du conseil général du Var (1998 → 2002) 2e vice-président de Toulon Provence Méditerranée (2002 → ) |

## Conseil municipal actuel
À l'issue du second tour des élections municipales, les 39 sièges composant le conseil municipal ont été pourvus. Actuellement, il est réparti comme suit : 

## Résultats des dernières élections municipales

### Élection municipale de 2014
| Tête de liste            | Tête de liste            | Liste          | Premier tour | Premier tour | Second tour | Second tour | Sièges | Sièges |
| Tête de liste            | Tête de liste            | Liste          | Voix         | %            | Voix        | %           | CM     | CC     |
| ------------------------ | ------------------------ | -------------- | ------------ | ------------ | ----------- | ----------- | ------ | ------ |
|                          | Jean-Sébastien Vialatte* | UMP            | 6 764        | 38,75        | 8 798       | 50,04       | 30     | 6      |
|                          | Frédéric Boccaletti      | FN             | 5 150        | 29,51        | 6 113       | 34,77       | 6      | 1      |
|                          | Erik Tamburi             | DVD            | 2 382        | 13,64        | 2 670       | 15,18       | 3      |        |
|                          | Philippe Comani          | PS             | 1 504        | 8,61         |             |             |        |        |
|                          | Josiane Tognetti         | EELV           | 1 131        | 6,48         |             |             |        |        |
|                          | Dominique Lucchetti      | SE             | 520          | 2,97         |             |             |        |        |
|                          |                          |                |              |              |             |             |        |        |
| Inscrits                 | Inscrits                 | Inscrits       | 29 341       | 100,00       | 29 341      | 100,00      |        |        |
| Abstentions              | Abstentions              | Abstentions    | 11 437       | 38,98        | 11 009      | 37,52       |        |        |
| Votants                  | Votants                  | Votants        | 17 904       | 61,02        | 18 332      | 62,48       |        |        |
| Blancs et nuls           | Blancs et nuls           | Blancs et nuls | 453          | 2,53         | 751         | 4,10        |        |        |
| Exprimés                 | Exprimés                 | Exprimés       | 17 451       | 97,47        | 17 581      | 95,90       |        |        |
| * Liste du maire sortant |                          |                |              |              |             |             |        |        |

### Élection municipale de 2008
| Tête de liste            | Tête de liste            | Liste          | Premier tour | Premier tour | Second tour | Second tour | Sièges | Sièges |
| Tête de liste            | Tête de liste            | Liste          | Voix         | %            | Voix        | %           | CM     |        |
| ------------------------ | ------------------------ | -------------- | ------------ | ------------ | ----------- | ----------- | ------ | ------ |
|                          | Jean-Sébastien Vialatte* | UMP            | 7 602        | 45,30        | 8 871       | 53,71       | 30     |        |
|                          | Erik Tamburi             | MoDem          | 2 991        | 17,82        | 4 165       | 25,22       | 5      |        |
|                          | Philippe Comani          | PS             | 2 412        | 14,37        | 3 479       | 21,07       | 4      |        |
|                          | Frédéric Boccaletti      | FN             | 1 544        | 9,20         |             |             |        |        |
|                          | Alain Doublet            | DVD            | 1 299        | 7,74         |             |             |        |        |
|                          | Louis Cabras             | PCF            | 935          | 5,57         |             |             |        |        |
|                          |                          |                |              |              |             |             |        |        |
| Inscrits                 | Inscrits                 | Inscrits       | 28 075       | 100,00       | 28 087      | 100,00      |        |        |
| Abstentions              | Abstentions              | Abstentions    | 10 824       | 38,55        | 10 982      | 39,10       |        |        |
| Votants                  | Votants                  | Votants        | 17 251       | 61,45        | 17 105      | 60,90       |        |        |
| Blancs et nuls           | Blancs et nuls           | Blancs et nuls | 468          | 2,71         | 590         | 3,45        |        |        |
| Exprimés                 | Exprimés                 | Exprimés       | 16 783       | 97,29        | 16 515      | 96,55       |        |        |
| * Liste du maire sortant |                          |                |              |              |             |             |        |        |

### Élection municipale de 2001
|                          | Jean-Sébastien Vialatte* | RPR            | 8 460  | 58,27  | - |  |  |  |
|                          | Inconnu                  | DVD            | 2 316  | 15,95  | - |  |  |  |
|                          | Inconnu                  | Gauche         | 2 258  | 15,55  | - |  |  |  |
|                          | Inconnu                  | FN             | 1 485  | 10,23  | - |  |  |  |
|                          |                          |                |        |        |   |  |  |  |
| Inscrits                 | Inscrits                 | Inscrits       | 25 672 | 100,00 |   |  |  |  |
| Abstentions              | Abstentions              | Abstentions    | 10 711 | 41,72  |   |  |  |  |
| Votants                  | Votants                  | Votants        | 14 961 | 58,28  |   |  |  |  |
| Blancs et nuls           | Blancs et nuls           | Blancs et nuls | 442    | 2,95   |   |  |  |  |
| Exprimés                 | Exprimés                 | Exprimés       | 4 468  | 97,05  |   |  |  |  |
| * Liste du maire sortant |                          |                |        |        |   |  |  |  |

### Élection municipale de 1989
| Tête de liste            | Tête de liste        | Liste          | Premier tour | Premier tour | Second tour | Second tour | Sièges | Sièges |
| Tête de liste            | Tête de liste        | Liste          | Voix         | %            | Voix        | %           | CM     |        |
| ------------------------ | -------------------- | -------------- | ------------ | ------------ | ----------- | ----------- | ------ | ------ |
|                          | Philippe Estève*     | UDF-RPR        | 4 083        | 29,76        | 4 869       | 34,93       | 24     |        |
|                          | Jean-Claude Babize   | DVD            | 2 362        | 17,22        | 4 621       | 33,15       | 6      |        |
|                          | Jean-Claude Maître   | FN             | 1 971        | 14,37        | 1 825       | 13,09       | 2      |        |
|                          | Robert Morini        | SE-DVD         | 1 587        | 11,57        | 2 621       | 18,80       | 3      |        |
|                          | Jean-Sauveur Guarino | PS             | 1 505        | 10,07        |             |             |        |        |
|                          | Serge Maccio         | PCF            | 1 217        | 8,87         |             |             |        |        |
|                          | Philippe Guinet      | Vert           | 991          | 7,52         |             |             |        |        |
|                          |                      |                |              |              |             |             |        |        |
| Inscrits                 | Inscrits             | Inscrits       | 21 251       | 100,00       | 21 251      | 100,00      |        |        |
| Abstentions              | Abstentions          | Abstentions    | 7 186        | 33,81        | 6 715       | 31,60       |        |        |
| Votants                  | Votants              | Votants        | 14 065       | 66,18        | 14 536      | 68,40       |        |        |
| Blancs et nuls           | Blancs et nuls       | Blancs et nuls | 349          | 2,48         | 600         | 4,13        |        |        |
| Exprimés                 | Exprimés             | Exprimés       | 13 716       | 97,52        | 13 936      | 95,87       |        |        |
| * Liste du maire sortant |                      |                |              |              |             |             |        |        |

### Élection municipale de 1983
| Tête de liste            | Tête de liste    | Liste          | Premier tour | Premier tour | Second tour | Second tour | Sièges | Sièges |
| Tête de liste            | Tête de liste    | Liste          | Voix         | %            | Voix        | %           | CM     |        |
| ------------------------ | ---------------- | -------------- | ------------ | ------------ | ----------- | ----------- | ------ | ------ |
|                          | Philippe Estève* | UDF            | 5 349        | 39,52        | 5 887       | 41,04       | 25     |        |
|                          | M. Mauro         |                | 3 568        | 26,36        | 4 687       | 32,67       | 6      |        |
|                          | M. Bourlier      |                | 3 428        | 25,33        | 3 732       | 26,02       | 4      |        |
|                          | M. Flohic        |                | 1 188        | 8,77         |             |             |        |        |
|                          |                  |                |              |              |             |             |        |        |
| Inscrits                 | Inscrits         | Inscrits       | 18 717       | 100,00       | 18 717      | 100,00      |        |        |
| Abstentions              | Abstentions      | Abstentions    | 4 925        | 26,31        | 4 109       | 21,95       |        |        |
| Votants                  | Votants          | Votants        | 13 792       | 73,69        | 14 608      | 78,05       |        |        |
| Blancs et nuls           | Blancs et nuls   | Blancs et nuls | 259          | 1,88         | 263         | 1,80        |        |        |
| Exprimés                 | Exprimés         | Exprimés       | 13 533       | 98,12        | 14 345      | 98,20       |        |        |
| * Liste du maire sortant |                  |                |              |              |             |             |        |        |

### Élection municipale de 1977
| Tête de liste            | Tête de liste     | Liste          | Premier tour | Premier tour | Second tour | Second tour | Sièges | Sièges |  |
| Tête de liste            | Tête de liste     | Liste          | Voix         | %            | Voix        | %           | CM     |        |  |
| ------------------------ | ----------------- | -------------- | ------------ | ------------ | ----------- | ----------- | ------ | ------ |  |
|                          | Antoine Baptiste* | DVD            | 4 917        | 47,44        | 5 752       | 53,46       | -      |        |  |
|                          | M. Bourlier       |                | 3 243        | 31,29        | 5 007       | 46,54       | -      |        |  |
|                          | M. Cravéro        |                | 2 204        | 21,26        |             |             |        |        |  |
|                          |                   |                |              |              |             |             |        |        |  |
| Inscrits                 | Inscrits          | Inscrits       | 13 901       | 100,00       | 13 901      | 100,00      |        |        |  |
| Abstentions              | Abstentions       | Abstentions    | 3 465        | 24,93        | 2 995       | 21,54       |        |        |  |
| Votants                  | Votants           | Votants        | 10 436       | 75,07        | 10 906      | 78,45       |        |        |  |
| Blancs et nuls           | Blancs et nuls    | Blancs et nuls | 186          | 1,78         | 253         | 2,32        |        |        |  |
| Exprimés                 | Exprimés          | Exprimés       | 10 250       | 98,22        | 10 653      | 97,68       |        |        |  |
| * Liste du maire sortant |                   |                |              |              |             |             |        |        |  |